# 宏匯企業集團
宏匯集團是一家位於台灣的股份有限公司，由許崑泰於1997年個人投資設立，主要以商業不動產作為營運模式，以經營商場、辦公大樓與飯店為主，近年投入台灣BOT相關標案，成立新公司規劃營運，與新北市政府簽訂BOT成立宏匯廣場並和台北市政府簽約合作成立內科之心，2018年與藍天電腦共同投標台北雙星。

## 相關事項
- 內科之心
- 宏匯廣場

## 外部連結
- 宏匯企業集團 （页面存档备份，存于）
- 台灣公司資料 （页面存档备份，存于）